# Emmanuelle Bains
Emanuelle Bains, född 29 april 1992 i New South Wales är en australisk skådespelare. Hon spelade rollen som Maddy Leigh i säsong 2 av Pyjamasklubben. TV-serien var nominerad till AFI Award och sändes på Channel Nine.